# Deserta-Tarantel
Die Deserta- oder Madeira-Tarantel (Hogna ingens, Syn.: Lycosa ingens) ist eine Webspinne aus der Gattung Hogna innerhalb der Familie der Wolfspinnen (Lycosidae). Sie ist wahrscheinlich die größte Wolfspinne der Welt.

## Merkmale
Hogna ingens ist mit bis zu 4 Zentimetern Körperlänge und bis zu 12 cm Beinspannweite möglicherweise der größte Vertreter der zirka 2300 Arten umfassenden Familie der Wolfspinnen. Sie ähnelt anderen großen Wolfspinnen wie der Apulischen Tarantel und der Südrussischen Tarantel.
Blackwall beschrieb 1857 ein Weibchen mit einer Körperlänge von etwa 4 cm, die hinteren Beine hatten eine Länge von etwa 4,3 cm. Den Vorderleib (Prosoma) beschrieb er als dunkel bräunlich grau, den Hinterleib (Opisthosoma) als graubraun, die langen Beine als schwarzbraun mit weißen Ringen und Flecken. 1867 merkte er zu einem Männchen an, dass es kleiner ist als das Weibchen, diesem aber in der Farbe ähnelt. Seine Palpi sind rotbraun gefärbt und mit graubraunen Haaren bedeckt.

## Verbreitung, Lebensraum, Gefährdung und Schutz
Sie ist ein Endemit, dessen Verbreitungsgebiet auf ein Tal im nördlichen Ende der Madeira vorgelagerten Insel Deserta Grande beschränkt ist. Das Vale da Castanheira ist annähernd 2,8 Kilometer lang, die Breite variiert zwischen 180 und 400 Metern, die Fläche beträgt etwa 83 Hektar. Das Tal liegt in einer Höhe von 150 bis 350 Metern. Nach der Ausrottung eingeschleppter Kaninchen überwuchert ein ebenfalls eingeschlepptes Gras, Phalaris aquatica, einen Großteil des Gebietes. Da diese Wolfspinne offenes Gelände mit Spalten und Hohlräumen benötigt, schrumpft die von ihr bewohnbare Fläche. Von der IUCN wird Hogna ingens als vom Aussterben bedroht (Critically Endangered, CR) eingestuft. Im Zoo von Bristol läuft seit 2016 ein Zuchtprogramm zur Erhaltung der Art. Dort und in anderen Zoos ist die Nachzucht inzwischen gelungen.

## Lebensweise
Da einheimische, bodenbewohnende Säugetiere im Vale da Castanheira fehlen, zählt die Art zu den Spitzenprädatoren ihres kleinen Verbreitungsgebietes. Ihre Hauptbeute besteht aus anderen Wirbellosen wie dem Schwarzen Moderkäfer oder dem eingeschleppten Portugiesischen Tausendfüßer. Adulte Tiere wurden aber auch beim Erbeuten von Jungtieren der Madeira-Mauereidechse beobachtet.

## Gift
Angeblich soll die Deserta-Tarantel sehr giftig sein, doch gibt es in der neueren medizinischen Literatur darüber keine Angaben.